# Зелинский, Василий Петрович
Василий Петрович Зелинский (12 апреля 1904, Новониколаевка, Российская империя (сейчас Витовский район Николаевской области Украины) — 11 августа 1968, Москва, РСФСР, СССР) — советский военачальник, участник гражданской, Советско-финляндской и Великой Отечественной войн, генерал-майор танковых войск (1944).

## Начальная биография
Родился 12 апреля 1904 года в селе Новониколаевка (сейчас Витовский район Николаевской области Украины) в семье крестьянина. Украинец. Окончил 4-классную земскую школу в 1916 году.
Член ВКП(б) с 1929 года. (п/б № 1013326). Образование: Окончил Одесскую пехотную школу (1925), Химические КУКС КА (1932), ВА им. Фрунзе (1938), ВАК при ВВА им. Ворошилова (1951).

## Военная служба
В РККА добровольно с 7 июня 1921 года. С июня 1921 по май 1922 года курсант 62-х пехотных курсов комсостава Украинского ВО. С мая 1922 по февраль 1925 года — курсант Одесской пехотной школы комсостава. С февраля 1925 г. — командир стрелкового взвода, с апреля 1931 года — начальник химической службы 44-го стрелкового полка 15-й Сивашской стрелковой дивизии.
С октября 1932 года — командир 6-й отдельной химроты 6-го стрелкового корпуса.
С апреля 1935 по сентябрь 1938 года слушатель Военной академии им. М. В. Фрунзе.
Приказом НКО № 01544 от 08.09.1938 года назначен начальником штаба 19-й механизированной бригады. Приказом НКО № 0077 от 08.07.1940 года назначен начальником штаба 1-й Краснознамённой танковой дивизии.

### Великая Отечественная война
Начало Великой Отечественной войны встретил в занимаемой должности. Приказом НКО № 00962 от 28.09.1941 года назначен командиром 24-й танковой бригады. С 18 апреля 1942 года — начальник штаба 5-го танкового корпуса. С 6 января 1943 года — ид заместителя командующего 20-й армии по танковым войскам. С 3 февраля 1943 года — Командующий БТ и МВ 20-й армии. Приказом НКО № 03328 от 07.06.1943 года назначен заместителем командира 1-го танкового корпуса по строевой части. С 24 апреля 1944 года — заместитель начальника управления боевой подготовки Главного управления формирования и боевой подготовки БТ и МВ КА.

### Послевоенная карьера
С 10 июня 1946 года — заместитель начальника управления Высших учебных заведений командующего БТ и МВ ВС. С 29 июля 1946 года — командир 7-й механизированной дивизии. С 10 января 1949 года в распоряжении Командующего БТ и МВ ВС. С 15 сентября 1949 года — начальник отдела оперативной подготовки штаба БТ и МВ ВС.
С 5 июля 1950 по июнь 1951 года — слушатель Высших академических курсов Высшей военной академии им. К. Е. Ворошилова.
С 19 июня 1951 года — заместитель начальника штаба БТ и МВ СА по оргмобвопросам. В 1952 году исполнял обязанности начальника штаба БТ и МВ СА. С 7 января 1954 года в распоряжении Главного управления кадров (ГУК) Минобороны СССР.
Приказом МО СССР № 0826 от 09.02.1954 года уволен в запас по ст. 59б.
Скончался 11 августа 1968 года, похоронен на Введенском кладбище (участок № 6). В одной могиле захоронены его супруга и сын Георгий (14 октября 1926 — 21 марта 2001).

### Воинские звания
- майор (приказ НКО № 01542 от 08.09.1938),
- полковник (приказ НКО № 01019 от 02.03.1940),
- генерал-майор т/в (постановление СНК СССР № 187 от 18.02.1944).

## Награды
- орден Ленина (30.04.1947)[6];
- четыре ордена Красного Знамени (11.04.1940, 12.02.1942, 03.11.1944[7], 19.11.1951)[6];
- орден Отечественной войны I степени (02.10.1943)[8];
- медаль «За оборону Ленинграда»[6];
- медаль «За оборону Москвы» (01.05.1944)[6];
- медаль «За победу над Германией в Великой Отечественной войне 1941—1945 гг.»[9];
- медаль «За взятие Берлина» (09.05.1945)[6];
- медаль «За победу над Японией»[6];
- юбилейная медаль «XX лет Рабоче-Крестьянской Красной Армии» (1938)[6];
- медаль «В память 800-летия Москвы» (1947)

## Память
- На могиле установлен надгробный памятник
- Его имя увековечено в Главном Храме Вооружённых сил России, и навсегда запечатлено на мемориале «Дорога памяти»